# 联合共产党 (荷兰)
联合共产党（荷蘭語：Verenigde Communistische Partij，缩写为VCP）是荷兰的一个共产主义政党。

## 历史
该党成立于1999年，分裂自荷兰新共产党。该党的意识形态是共产主义、马克思列宁主义。该党的政治立场是极左翼。该党的领袖是恩格尔·莫德曼。该党的总部位于奥尔丹布特。目前，该党在奥尔丹布特市议会有3个席位。